# Piotr Kłoczowski

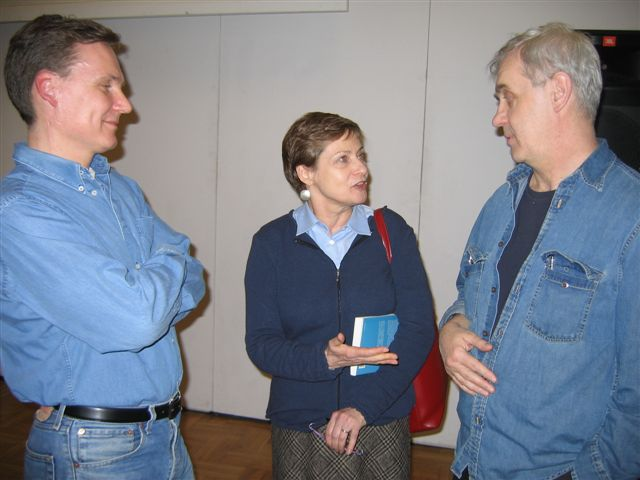
Marek Zagańczyk, Barbara Toruńczyk i Piotr Kłoczowski (Warszawa 2007)

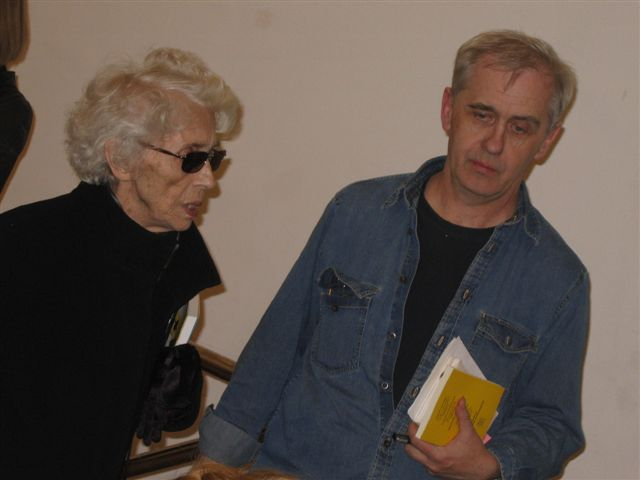
Teresa Dzieduszycka i Piotr Kłoczowski (Warszawa 2007)

Piotr Maria Kłoczowski (ur. 14 grudnia 1949 w Poznaniu) – polski eseista, historyk literatury, edytor, wydawca, kurator wystaw malarstwa.

## Życiorys
Syn profesora Jerzego Kłoczowskiego, mediewisty. Brat Pawła Kłoczowskiego i Jana Marii Kłoczowskiego. W latach 2002–2005 był doradcą ministra kultury Waldemara Dąbrowskiego. Został wicedyrektorem Muzeum Literatury im. Adama Mickiewicza w Warszawie, kuratorem Instytutu Dokumentacji i Studiów nad Literaturą Polską oraz wykładowcą Akademii Teatralnej w Warszawie.
Redaktor serii Biblioteka Mnemosyne w wydawnictwie „słowo/obraz terytoria”. Wydał tom esejów i szkiców Konstantego Jeleńskiego Chwile oderwane. Kurator wydawanej w „Czytelniku” serii: Archiwum „Kultury (w której publikowana jest korespondencja Jerzego Giedroycia). Autor wywiadu rzeki z Józefem Czapskim pt. Świat w moich oczach. Kurator wystaw, m.in. ostatniej za życia wystawy Jana Lebensteina pt. „Etapy” (1999), wystawy „Józef Czapski w kolekcji Aeschliemanna” (2007) w „Zachęcie”. Publikował m.in. w „Zeszytach Literackich”.
Odznaczony Krzyżem Kawalerskim Orderu Odrodzenia Polski (2003).